# Eucrosia dodsonii
Eucrosia dodsonii es una especie de planta bulbosa geófita perteneciente a la familia de las amarilidáceas. Es originaria de Ecuador.  Su hábitat natural son las húmedas montañas subtropicales o tropicales. Está amenazado por la pérdida de hábitat.

## Descripción
Crece a partir de bulbos de 2,5 a 5 cm de diámetro. Las hojas son pecioladas y tienen láminas de 20 cm de largo por 12 cm de ancho. Las flores son zigomorfas  de color amarillo, producidas en una umbela en un escapo de 60 cm de altura, los estambres destacan por sus largos filamentos. A diferencia de la mayoría de las especies del género, E. dodsonii no tiene nectarios.

## Hábitat
Es una planta bulbosa endémica de Ecuador. Es la única especie del género que prefiere los ambientes húmedos. Subpoblaciones se producen en la provincia de Cotopaxi en Tenefuerte, en la provincia de Azuay en la Loma de la Plata, y en Pichincha a 70 km de la carretera Chiriboga. No se copnece que se produzcan dentro de la red de áreas protegidas de Ecuador, pero puede encontrarse en la Reserva Ecológica Los Ilinizas, a una altitud de entre 1.200 y 1.500 m de altura. Clasificada como rara en 1997. Amenazas específicas son desconocidas. La destrucción del hábitat es la única amenaza conocida para la especie.

## Cultivo
En cultivo, las plantas deben mantenerse calientes y secas cuando las hojas se marchitan, y regar sólo cuando las flores o las hojas comienzan a crecer de nuevo, entonces necesitan un lugar soleado  para casi la mitad del día.

## Taxonomía
Eucrosia dodsonii fue descrita por (Baker) Traub y publicado en Brittonia 37(1): 47, f. 1, en el año 1985.
Etimología
Eucrosia: nombre genérico que deriva del griego: eu = "hermosa" y krossos = "franja", en referencia a los largos estambres.
dodsonii: epíteto otorgado en honor del botánico Calaway H. Dodson.